# Viljamovka

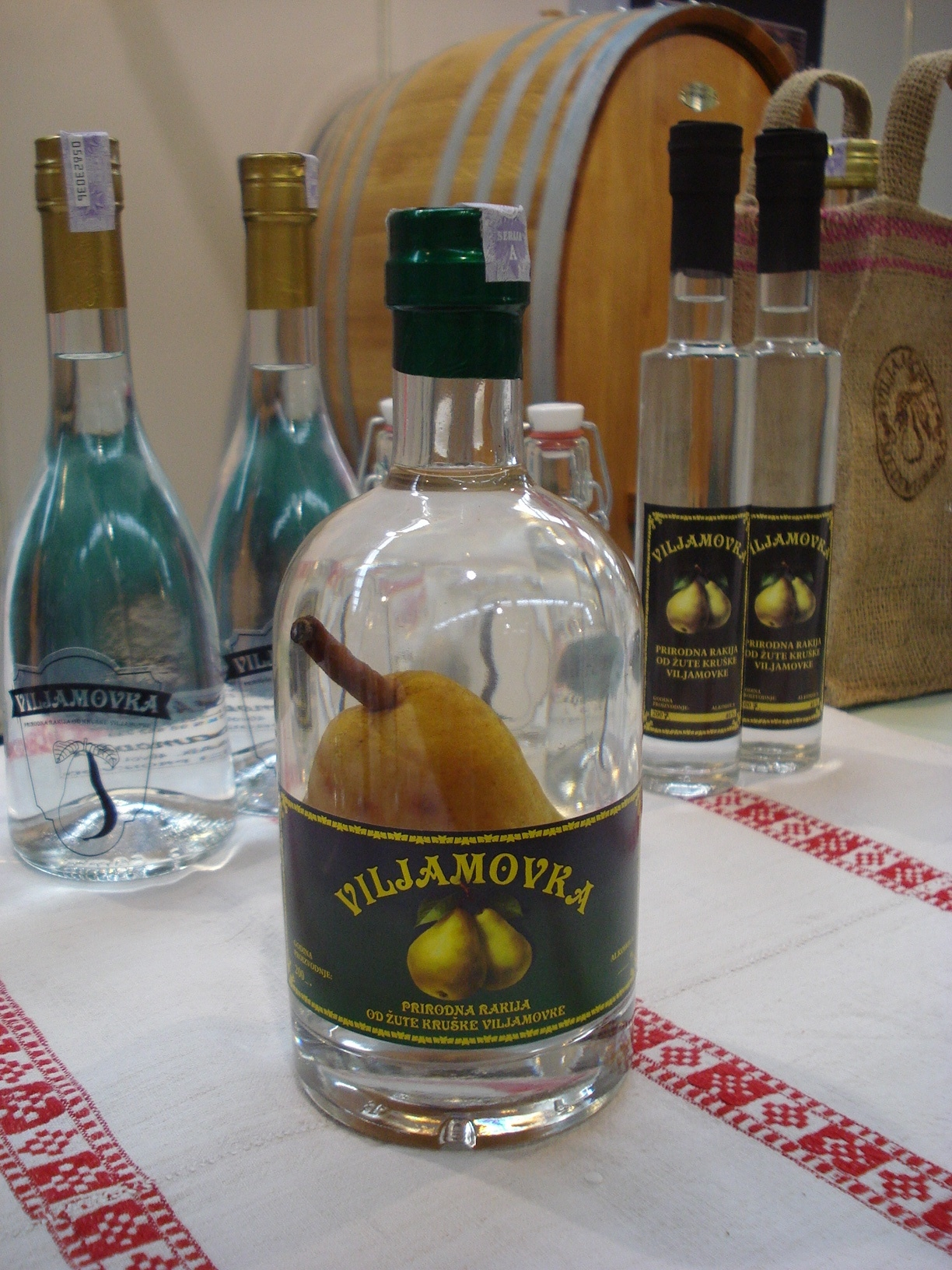
Rakija Viljamovka (Croacia)

Viljamovka es el nombre de un aguardiente (licor de frutas incoloro) elaborado con la pera Williams la cual tiene un sabor dulce como la miel. Este licor se obtiene tras un cuidadoso y muy paciente proceso de fermentación y destilación del puré de frutas, recibimos un licor fuerte único de sabor y olor muy aromático.

## Elaboración
Es importante saber que del producto principal de su elaboración, la peras "Williams" hay dos variedades: la pera amarilla Williams y la Williams roja. El tiempo de maduración de las variedades 'William's Yellow' y 'William's Red' va del 20 al 31 de agosto. Las variedades más ricas en contenido de azúcar y ácido dan siempre una mejor calidad de brandy. Entre ellas se encuentran las variedades William's Yellow y William's Red. Suelen contener de un 7 a un 10% de azúcar, según el tipo y grado de madurez del fruto, y su contenido de ácido es bajo. En cambio, tienen un aroma muy pronunciado.
Los frutos deben dejarse en el árbol el mayor tiempo posible para que maduren por completo. Para obtener brandy Viljamovka, es necesario, según las posibilidades, utilizar solo frutas de variedad pura. La fruta inmadura, dañada o podrida no debe utilizarse para la fermentación. La fermentación debe comenzar cuando los frutos estén blandos bajo la presión de los dedos, es decir, similar a la masa, pero la pulpa de la fruta debajo de la piel no debe ser de color marrón. Todos los tallos deben quitarse antes de hervir.
Para la elaboración del licor Viljamovka incluye las operaciones:
- Recolección de frutos
- Lavado y secado de frutos
- Almacenamiento de 2-4 semanas
- Trituración de las peras
- Fermentación alcohólica de jugo o puré
- Destilación de orujo hervido
- Envejecimiento, maduración y producción final de brandy.[2]

## Como tomar
Por lo general, se sirve frío como bebida para después de la cena. Algunos productores de Viljamovka incluyen una pera entera dentro de cada botella. Esto se logra uniendo la botella a una pera en desarrollo para que la pera crezca en su interior.